# Kelnek
Kelnek (románul Câlnic, németül Kelling, szászul Kellenk) falu Romániában, Fehér megyében.

## Fekvése
Gyulafehérvártól 30 km-re, Szászsebestől 14 km-re délkeletre fekszik.

## Története

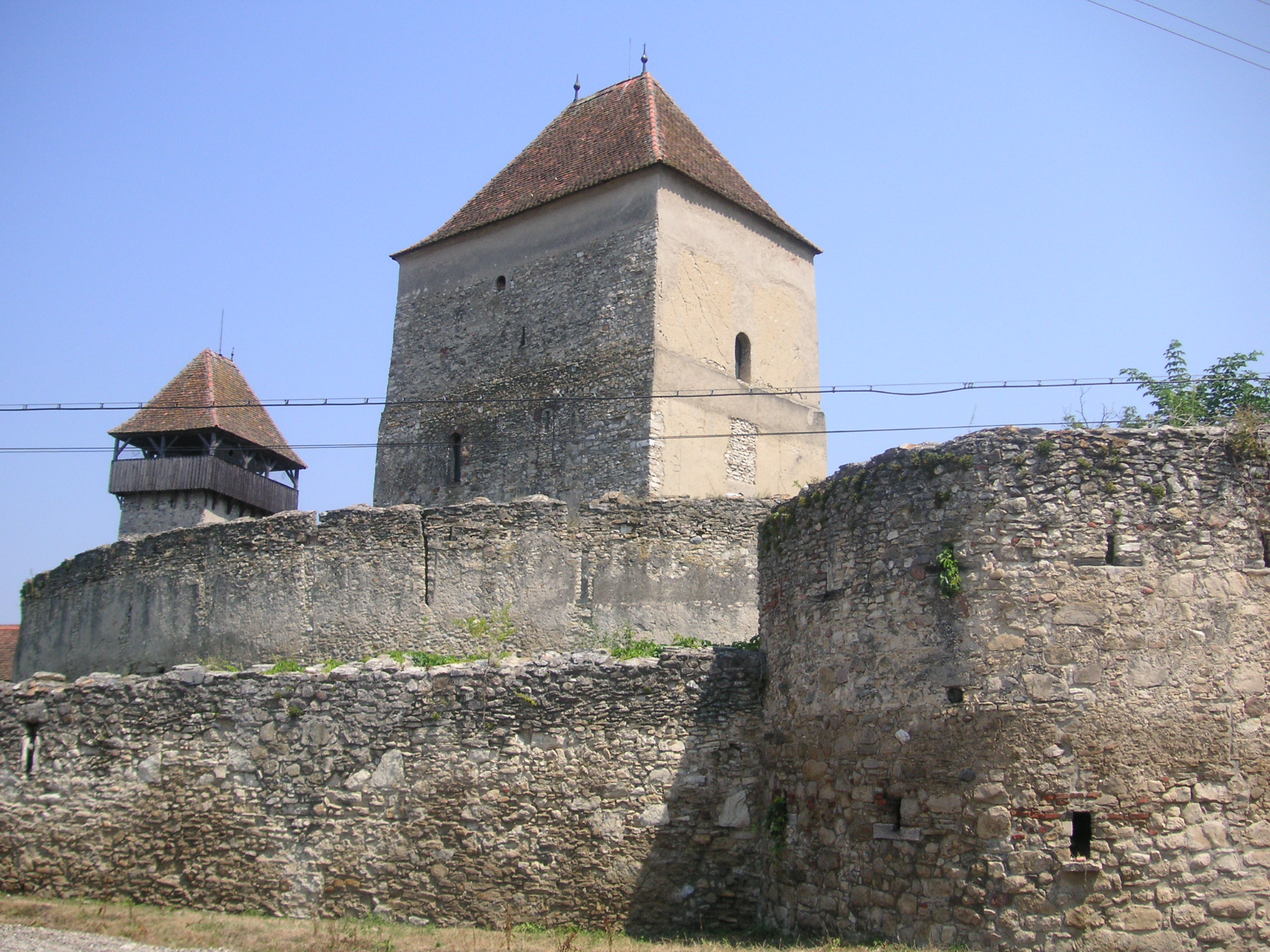
A kelneki vár

1269-ben Kelnuk néven említik először. Egykor székelyek lakták, Sepsikálnok székelyei innen települtek át a 12. században. Román stílusú templomát még ők építették a 12. században, majd a Kelneki család lakótornyot épített mellé. A szászok kettős védőfallal vették körül, lakótornyát megmagasították. Az erősség ellenállt Mihály vajda 1599. évi és a tatárok 1658. évi ostromának is.
A 18. század óta pusztul. 1910-ben a településnek 1702, többségében román lakosa volt, jelentős német kisebbséggel. Trianonig Szeben vármegye Szászsebesi járásához tartozott. 1992-ben társközségeivel együtt 3115 lakosából 2747 román, 312 cigány, 49 német és 6 magyar volt.

## Nevezetességek
- Kelneki vár és erődtemplom